# Spangbergiella viridis
Spangbergiella viridis är en insektsart som beskrevs av Léon Abel Provancher 1872. Spangbergiella viridis ingår i släktet Spangbergiella och familjen dvärgstritar. Inga underarter finns listade i Catalogue of Life.